# Nakis Panayotidis
Nakis Panayotidis (griechisch Νάκης Παναγιωτίδης; * 24. Januar 1947 in Athen) ist ein griechischer Objekt- und Installationskünstler.

## Leben und Werk
Panayotidis begann 1966 ein Architekturstudium in Turin, wechselte  1967 zur bildenden Kunst sowie Theater und Film in Rom. Er arbeitete mit Stein, Asphalt und Blei, mit dem er „Zeichen“ setzt in Bild und Wort. Eine erste Ausstellungsbeteiligung hatte er 1970 in Turin. 1971 begegnete er Agnès Häussler, die er 1973 heiratete. Die erste Einzelausstellung war in der Galerie Wahlen in Bern, wo er seitdem lebt. 1975 wurde die Tochter Anastasia Artemis geboren.
1977 folgte ein Arbeitsaufenthalt am Centro internazionale di sperimentazioni artistiche in Boissano zusammen mit Maurizio Mocchetti sowie Marisa und Mario Merz. Ab 1980 ist er des Öfteren wieder in Griechenland, wo er ein Haus auf Serifos erwarb. 1985 entstanden erste Teer- und Teerpappenbilder mit Stroh und Steinen (Goya). 1987 entstand die Installation Die Spitze der Weisheit kehrt sich gegen den Weisen (Nietzsche). 1989 entstanden die ersten Wandbildinstallationen mit Schrifttafeln und Fotografien von aufgelassenen Erzbergwerken auf Serifos, Lichtinstallationen. Neben die Asphalt-Schrifttafeln traten 1991 die Blei-Schrifttafeln. Neben die Mnemographien des aufgelassenen Erzbergwerkes traten 1993 diejenigen einer verlassenen Stahlfabrik in Eleusis. 1994 war seine erste Museumsausstellung im Kunstmuseum Bern. 2005 erschien das Buch Nakis Panayotidis - Ladro di Luce, herausgegeben von Bruno Corà und Benteli Verlag, Bern. Nakis Panayotidis lebt in Bern, Schweiz.

## Ausstellungen
Auswahl
- 1974: Galerie Wahlen, Bern
- 1979: Centro internazionale di sperimentazioni artistiche, Boissano (Katalog)
- 1989: Ileana Tounta Contemporary Art Center, Athen (Katalog)
- 1994: Ileana Tounta Contemporary Art Center, Athen
- 1994: Kunstmuseum Bern (Katalog)
- 1995: Galerie Lehmann, Lausanne
- 1996: Rethymnon Centre for Contemporary Art, Rethymno/Kreta (Katalog)
- 1996: Galerie Henze & Ketterer, Wichtrach/Bern (Katalog 1997)
- 1999: Galerie Henze & Ketterer, Wichtrach/Bern
- 2000: Uchronos-Utopos, Kunsthalle Erfurt
- 2001: Beyond architectural visions, Hess Collection at Vinopolis, London
- 2003: Palazzo Ducale, Museo per l’arte moderna, Genua
- 2005: Ladro di luce, State Museum of Contemporary Art Thessaloniki (Katalog)
- 2006: MIRA, SEA Simposium Escultura Alicante (Katalog)
- 2006: NUDE, Centro d’Arte Moderna e contemporanea della Spezia, La Spezia (Katalog)
- 2007: No limits, no distances, la lune en parachute. Centre d’art contemporain, Épinal
- 2008: Lightmemory, Galerie Henze & Ketterer, Wichtrach/Bern
- 2009: La Forza del sogno, Gallery Artis Causa, Thessaloniki
- 2010: Ivresse rêvée, Galerie Tornabuoni Arte, Paris (Katalog)
- 2012: Nakis Panayotidis, Galleria Civica di Modena (Katalog)
- 2014: Nakis Panayotidis – Das Unsichtbare sehen, Kunstmuseum Bern (Katalog)
- 2015: Nakis Panayotidis – Guardando l’invisibile, MACRO, Museo d’arte Contemporanea di Roma, Rom
- 2017: Steinmann Foundation Art at the Tower, Schloss Wil, Schlosswil/Bern
- 2017: Hess Collection Museum, Napa (CA), USA